# Favus
Favus ("favus" là tên Latin của "Honeycomb" hoặc nấm favosa) là một bệnh thường ảnh hưởng đến da đầu, nhưng đôi khi chúng cũng có thể xuất hiện trên bất kỳ vùng da nào đó, thậm chí có lúc mọc trên cả vùng niêm mạc.
"Favid" là từ được sử dụng nhiều hơn so với "favus" - tiếng Pháp, cách gọi này quen thuộc hơn với chữ Latin gốc.

## Giới thiệu
Đặc điểm nhận dạng đơn giản đó là một số lớp vảy  (scutula) tụ lại thành đám có hình chén, hình tròn, màu vàng giống như một miếng tổ ong, mỗi một đám nhỏ như hạt đậu, sẽ có một sợi lông mọc ra ở trung tâm. Những đám này tăng kích thước và trở nên bong vảy, vì vậy các tổn thương đặc trưng chỉ có thể được nhìn thấy quanh rìa những đám vảy. Chúng có thể có mùi hơi hôi. Chúng tiếp tục phát triển trong vài tháng, tới khi lớp vảy và vỏ hết dần sẽ để lại một vùng da sáng và thưa thớt tóc. Căn bệnh này thường là mạn tính, kéo dài từ mười hai mươi năm. Nó được gây ra bởi sự phát triển của một loại nấm (fungus) với sinh lý bệnh là phản ứng của sự tăng trưởng các mô.
Cho đến khi sự ra đời của liệu pháp hiện đại, favid đã được phổ biến rộng rãi trên toàn thế giới, trước khi sự công nhận của Schönlein về nó như là một bệnh nấm, thì nó thường xuyên bị nhầm lẫn với bệnh Hansen, được biết đến như bệnh phong, những người bệnh ở châu Âu đôi khi còn chắc chắn đó là Phong.. Ngày nay, do độ nhạy cảm cao của loài này với những thuốc chống nấm loại griseofulvin, nó đã hầu như được loại trừ khỏi các nơi trên thế giới ngoại trừ những vùng nông thôn châu Á và rải rác ở các vùng nông thôn của châu Phi. Nó là một bệnh chủ yếu gặp ở dân nghèo đói và cô lập, nhưng lại là bệnh dễ dàng có thể điều trị vì nó là một trong những bệnh rất có thể được loại bỏ hoàn toàn nhờ có y học hiện đại.